# Comarca Centro
Die Comarca Centro ist eine der zwölf Comarcas in der Provinz Las Palmas.
Die im Zentrum der Insel Fuerteventura gelegene Comarca umfasst zwei Gemeinden auf einer Fläche von 354,20 km².

## Gemeinden
| Gemeinde       | Einwohner (2024) | Fläche km² | Dichte Einw./km² | Cod INE | Postleitzahl |
| -------------- | ---------------- | ---------- | ---------------- | ------- | ------------ |
| Antigua        | 13.832           | 250,56     | 55               | 35003   | 35630, 35638 |
| Betancuria     | 812              | 103,64     | 8                | 35007   | 35637        |
| Comarca Centro |                  | 354,20     | 0                | –       | –            |

## Nachweise
1. ↑  Instituto Nacional de Estadística Municipal Register of Spain
2. ↑  Regionen und Großregionen der Kanarischen Inseln, territoriale Abgrenzungen für statistische Zwecke